# Gaykingaborg
De Gaykingaborg, ook wel Huis ter Borgh genoemd, was de oudste van de twee Warfhuister borgen. Hij werd waarschijnlijk al aan het einde van de 13e eeuw gebouwd, maar de eerste vermelding van een bewoner, Popeken ter Borg, dateert uit 1379. De Ter Borghs waren gedurende de 15e en het begin van de 16e eeuw hoofdelingen en rechters. In 1663 kwam de borg in handen van de rooms-katholieke familie Entens. De laatst vermelde bewoonster was een mevrouw Sickinghe in 1717. Niet lang daarna moet de borg zijn afgebroken. Tegen die tijd was hij al overvleugeld door de Lulemaborg. Tegenwoordig staat er op de plaats van het gebouw een boerderij, die Ter Borgh wordt genoemd.